# جائزة سيزار لأفضل فلم
الفائزون بجائزة سيزر لأفضل فيلم: